# Sida salviifolia
Sida salviifolia là một loài thực vật có hoa trong họ Cẩm quỳ. Loài này được C.Presl miêu tả khoa học đầu tiên năm 1835.